# Molophilus inaequidens
Molophilus inaequidens là một loài ruồi trong họ Limoniidae. Chúng phân bố ở miền Australasia.